# 伊莉絲·克倫貝絲
伊莉絲·克倫貝絲（Élise Crombez ，1982年7月24日—），比利時超級名模，常出現於英國、意大利版《VOGUE》的封面,上過2006,2007victoria's secret